# Eichholz (Solingen)
Eichholz ist ein aus einer Hofschaft hervorgegangener Wohnplatz im Stadtbezirk Burg/Höhscheid der bergischen Großstadt Solingen. Nach dem Ort ist die Eichenstraße benannt, an der sich der Ort befindet.

## Lage und Beschreibung
Der Ort befindet sich in Höhe der Einmündung der Unnersberger Allee in die Eichenstraße. Die ursprüngliche Hofschaft erstreckte sich bis zum heutigen Nachtigallenweg. Reste der ursprünglichen Bebauung, wie etwa bergische Fachwerkhäuser, sind im Ort heute keine mehr vorhanden, der Ort ist stattdessen vollständig im geschlossenen Stadtviertel aus mehrgeschossigen Wohnhäusern mehrheitlich aus der Nachkriegszeit aufgegangen. Benachbarte Orte sind bzw. waren (von Nord nach West): Unnersberg, Schlicken, I. Hästen, II. Hästen, Schellberg, Odental, Breidbach, Bünkenberg, Elsterbusch, Königsmühle und Brühl.

## Etymologie
Die Ortsbezeichnung Eichholz deutet auf einen Wald aus Eichenbäumen hin, an dem sich der Ort ursprünglich befunden hat. Eichenwälder kamen im Mittelalter in der Region nicht sonderlich oft vor, so dass Höfe, die bei ihnen entstanden, oft auch nach ihnen benannt wurden. Im Gegensatz zu Buchenwäldern boten sie den Vorteil, dass man sie zu geeigneter Holzkohle verarbeiten konnte – ein wichtiger Standortfaktor für die Entstehung des Solinger Klingenhandwerks.:99 Vergleiche hierzu auch die Solinger Ortsnamen Kohlfurther Eickholz, Eickenberg oder Eick.

## Geschichte
Eichholz ist seit dem 18. Jahrhundert nachweisbar, der Ort entstand an der südlichen Höhenstraße zwischen der heutigen Brühler Straße und der heutigen Bismarckstraße. In dem Kartenwerk Topographia Ducatus Montani von Erich Philipp Ploennies, Blatt Amt Solingen, aus dem Jahre 1715 ist der Ort noch nicht verzeichnet. Er wurde in den Ortsregistern der Honschaft Balkhausen innerhalb des Amtes Solingen geführt. Die Topographische Aufnahme der Rheinlande von 1824 verzeichnet den Ort als Eichholz und die Preußische Uraufnahme von 1844 ebenfalls als Eichholz. In der Topographischen Karte des Regierungsbezirks Düsseldorf von 1871 ist der Ort nur unbenannt verzeichnet.
Nach Gründung der Mairien und späteren Bürgermeistereien Anfang des 19. Jahrhunderts gehörte der Ort zur Bürgermeisterei Dorp, die 1856 das Stadtrecht erhielt. 
1815/16 lebten 38, im Jahr 1830 12 Menschen im als einzelne Häuser bezeichneten Wohnplatz. 1832 war der Ort weiterhin Teil der Bürgermeisterei Dorp, dort lag er in der Flur VII. Schlicken. Der nach der Statistik und Topographie des Regierungsbezirks Düsseldorf als Hofstadt kategorisierte Ort besaß zu dieser Zeit drei Wohnhäuser. Zu dieser Zeit lebten 48 Einwohner im Ort, davon einer katholischen und 47 evangelischen Bekenntnisses. Die Gemeinde- und Gutbezirksstatistik der Rheinprovinz führt den Ort 1871 mit acht Wohnhäuser und 115 Einwohnern auf. Im Gemeindelexikon für die Provinz Rheinland von 1888 werden 19 Wohnhäuser mit 130 Einwohnern angegeben.
Die Bürgermeisterei beziehungsweise Stadt Dorp wurde nach Beschluss der Dorper Stadtverordneten zum 1. Januar 1889 mit der Stadt Solingen vereinigt. Damit wurde Eichholz ein Ortsteil Solingens. 1895 besitzt der Ortsteil neun Wohnhäuser mit 117 Einwohnern, 1905 zählt der Ort 15 Wohnhäuser mit 85 Einwohnern.
Die nach dem Ort benannte Eichenstraße wurde bereits ab der Wende zum 20. Jahrhundert und dann verstärkt ab den 1920er und 1930er Jahren mit neuen Wohnhäusern bebaut. Eichholz verlor damit seine solitäre Lage allmählich. In der Nachkriegszeit wurde der Ort durch einige mehrgeschossige Wohnhäuser bebaut, bis in die 1980er Jahre wurde zusätzlich der Nachtigallenweg bis Eichholz verlängert, weitere bauliche Verdichtung im Ort war die Folge. Am Ende der 1980er Jahre wurde die sogenannte Straße des 17. Juni von Eichholz bis zur Ritterstraße angelegt, der Durchgangsverkehr floss danach über diese als Kreisstraße 7 klassifizierte Straße, die nach der Wiedervereinigung in Unnersberger Allee umbenannt wurde. Eichholz ist heute vollständig in der umliegenden Bebauung aufgegangen, allerdings noch immer im Stadtplan verzeichnet.